# Moravské zemské muzeum
Moravské zemské muzeum je druhá nejrozsáhlejší a druhá nejstarší muzejní instituce v Česku a zároveň největší a nejstarší muzeum na Moravě. Muzeum je rozmístěno v několika budovách a má tři oddělení, historické, přírodovědné a uměnovědné, nejvýznamnější jsou sbírky a expozice pravěké archeologie a antropologie (Pavilon Anthropos). Muzeum navštíví v průměru asi 160 tisíc návštěvníků ročně.

## Historie
Muzeum bylo založeno v Brně dekretem císaře Františka I. jako Františkovo muzeum 29. července 1817. Pod tímto názvem působilo až do roku 1900, kdy jednání o převzetí muzea a jeho sbírek do majetku země ukončil moravský zemský sněm a nové postavení bylo vyjádřeno i změnou názvu na Moravské zemské museum.
Sbírkový fond muzea tragicky poznamenal 22. duben 1945, kdy velké množství předmětů z muzejních sbírek padlo za oběť požáru zámku v Mikulově, kam byly těsně před tím převezeny do – jak se ukázalo, pouze zdánlivého – bezpečí před blížící se frontou. Mezi lety 1971 a 1990 byl ředitelem Moravského muzea Jiří Sejbal. Část umělecké sbírky zvaná Obrazárna byla spojena se sbírkou Uměleckoprůmyslového muzea, čímž 1. dubna 1961 vznikla Moravská galerie v Brně. Od roku 1990 začalo muzeum znovu užívat název Moravské zemské muzeum.

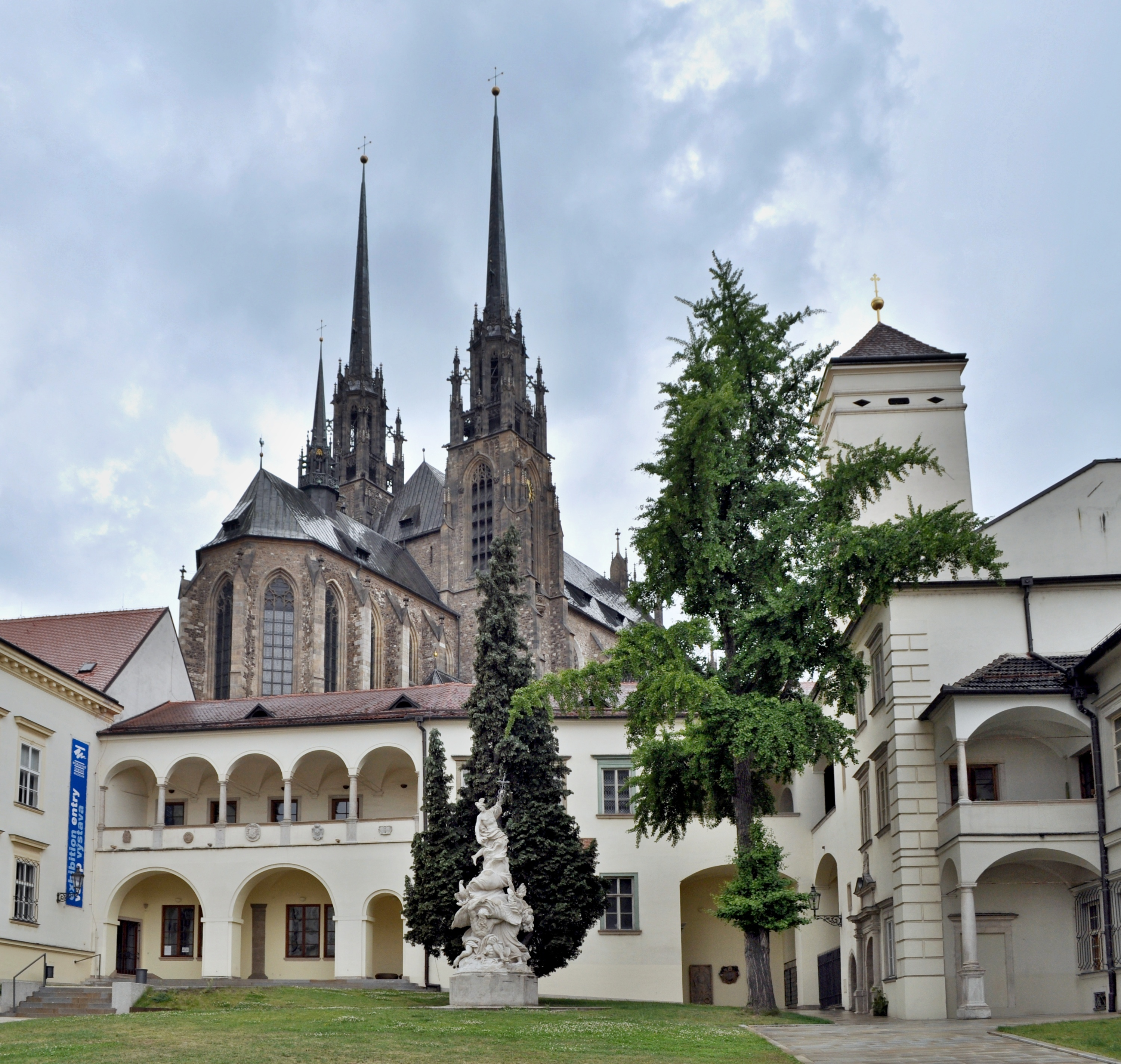
Biskupský dvůr – přírodovědné a numismatické sbírky

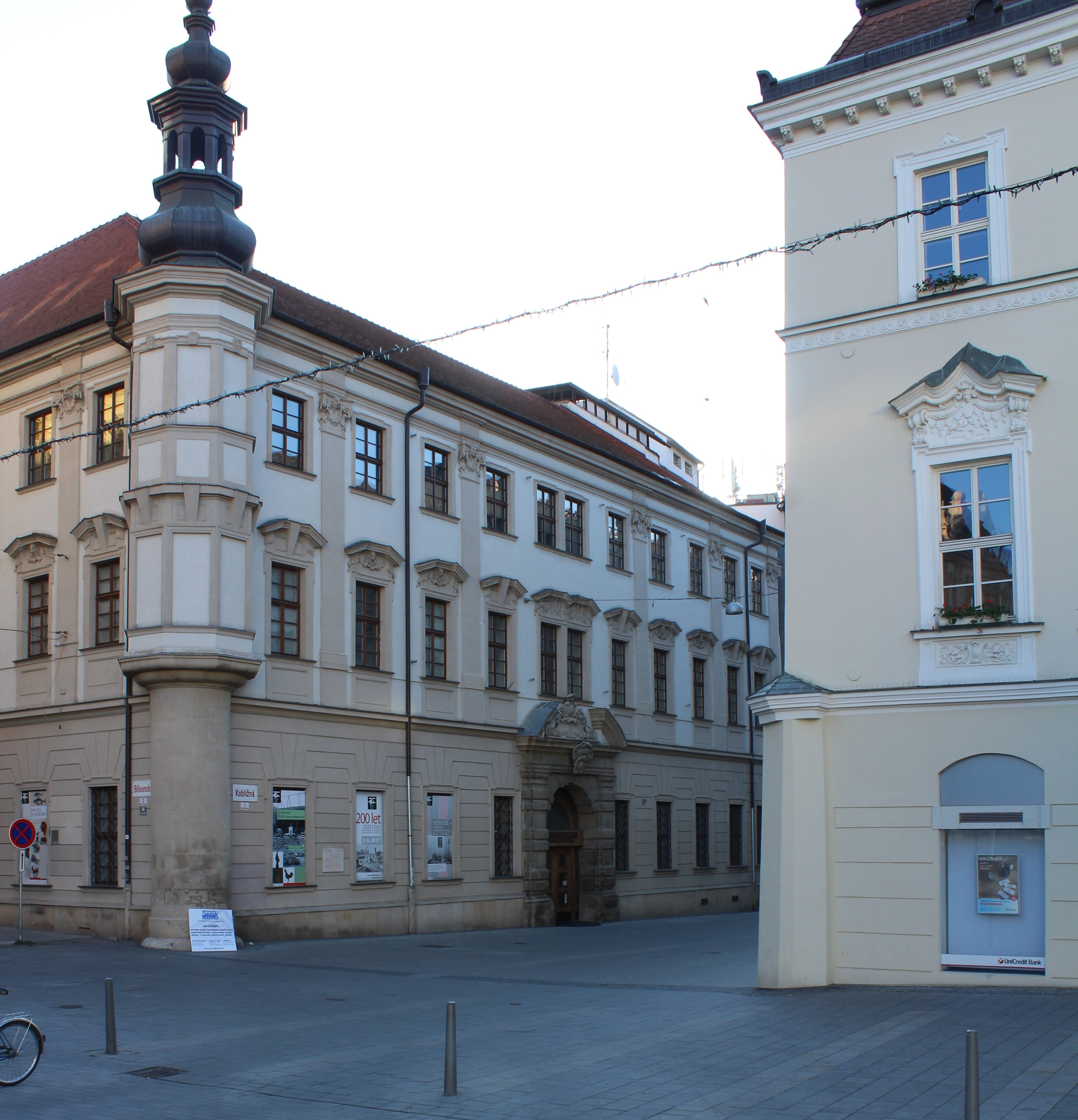
Etnografické muzeum – specializované oddělení moravského muzea

## Sbírky a činnost
V současné době se ve sbírkách muzea nachází přes 6 miliónů předmětů z různých přírodovědných a společenskovědních oborů (antropologie, archeologie pravěká i středověká, botanika, teatrologie, entomologie, etnografie, geologie, genetika, historie, mineralogie, muzikologie, paleontologie, zoologie; k nejznámějším exponátům patří např. Věstonická venuše.
Kromě sbírkotvorné a vědecko výzkumné práce pořádá muzeum výstavy, přednášky, exkurze, zabývá se prací s mládeží a v neposlední řadě vykazuje také rozsáhlou ediční činnost. Moravské zemské muzeum je příspěvkovou organizací Ministerstva kultury ČR a členem Asociace muzeí a galerií ČR. Moravské zemské muzeum je výzkumnou organizací, jejímž hlavním účelem je provádět základní výzkum, aplikovaný výzkum nebo experimentální vývoj a šířit jejich výsledky prostřednictvím výuky, publikování nebo převodu technologií v rámci své činnosti.
Muzeum vedle budov, v nichž jsou umístěna odborná oddělení, depozitáře a administrativa (budova na Zelném trhu, na Kapucínském náměstí, Dům Jiřího Gruši na Hudcově 76, ve Slatině, v Rebešovicích) disponuje i objekty určenými především k jedné ze stěžejních činností muzea, totiž výstavním aktivitám. Jde o pět budov v Brně (Dietrichsteinský palác, Biskupský dvůr, Palác šlechtičen, Pavilon Anthropos, Památník Leoše Janáčka) a pět mimobrněnských:
- Památník Bible kralické v Kralicích nad Oslavou – bratrská tiskárna ze 16. století
- Zámek v Jevišovicích (přístupná etnografická expozice lidového nábytku, hradní kuchyně a prezentace sbírky Františka Vildomce v původním uložení, připravuje se historická a archeologická expozice okolního regionu, výstava hudebních nástrojů a výstava skalních maleb)
- Zámek v Budišově (přístupný zoologický depozitář)
- Zámek v Moravci
- Centrum slovanské archeologie v Uherském Hradišti

## Ze sbírek muzea

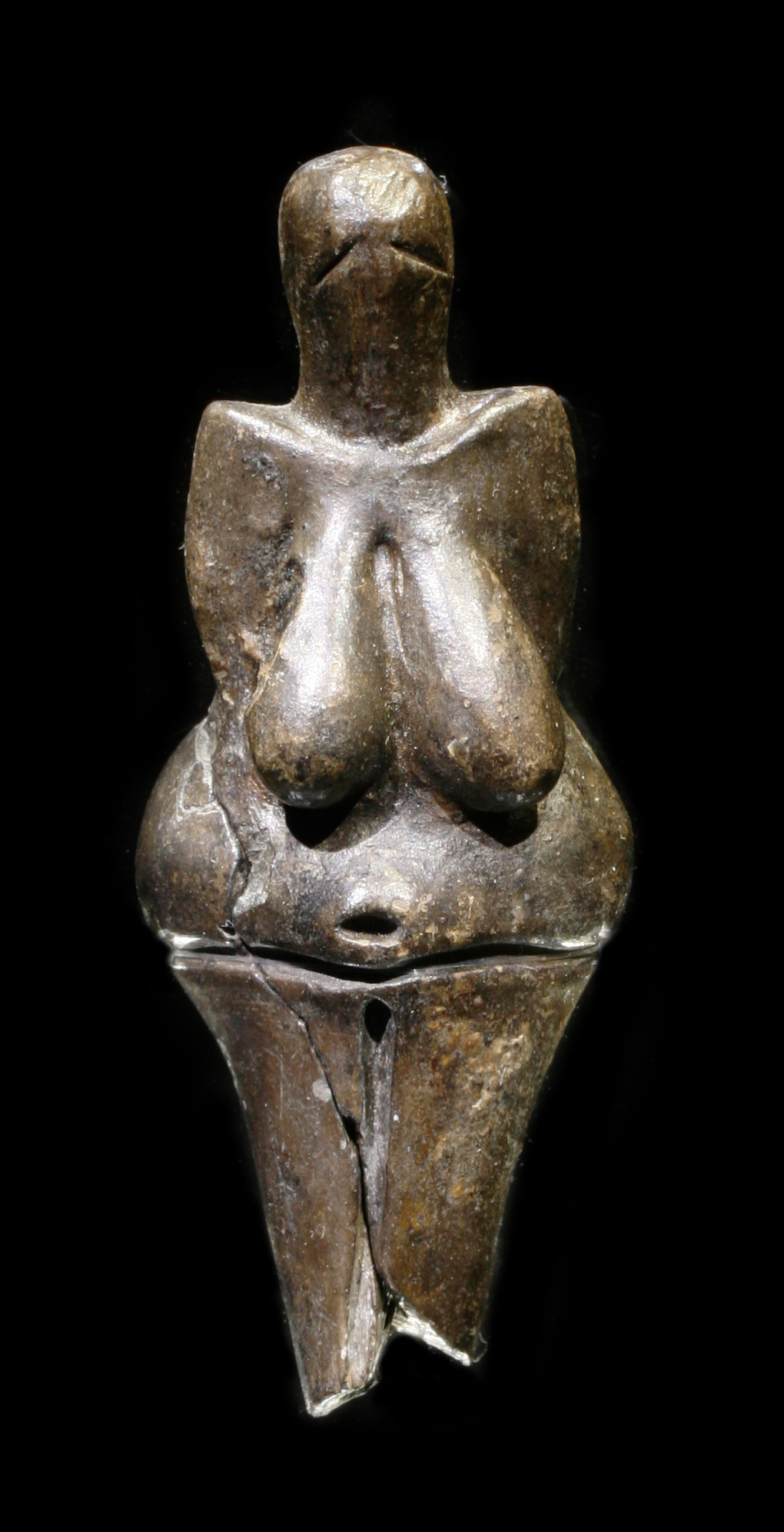
Věstonická venuše, keramika, 29-25 000 př. n. l.
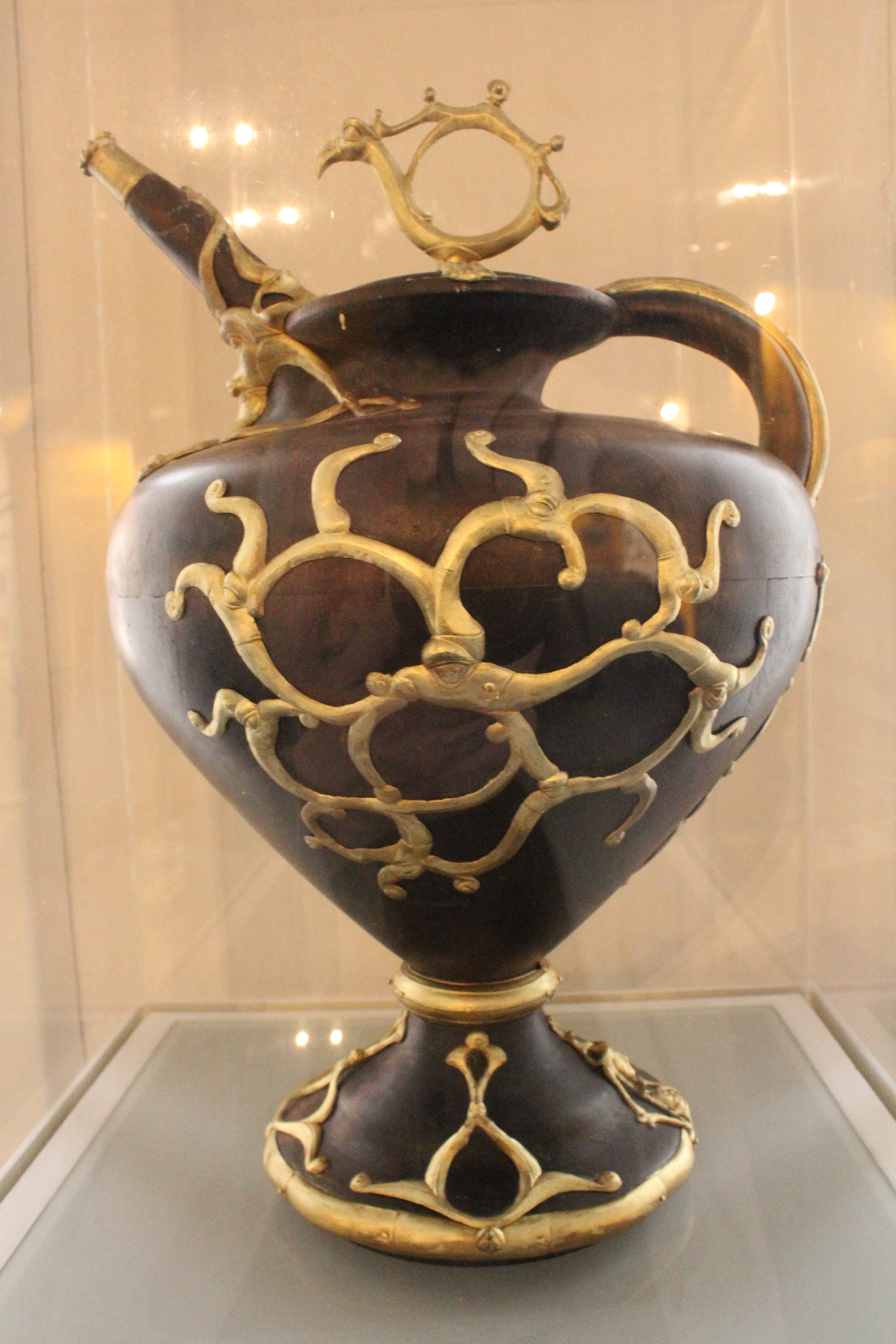
Keltská konvice z Brna-Maloměřic (bronz na dřevě, rekonstrukce, 3. stol. př. n. l.?)
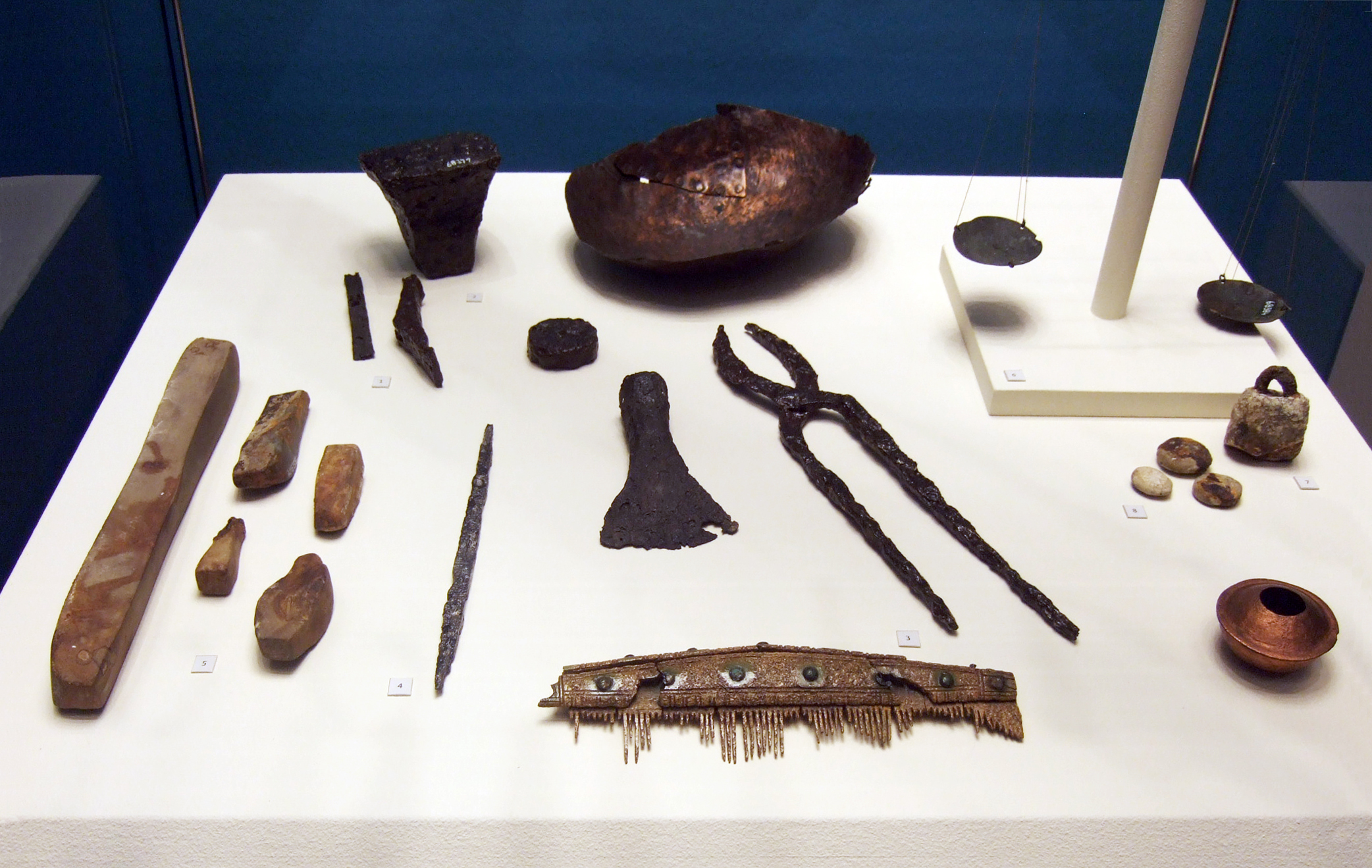
Nářadí z hrobu lombardského zlatníka (6. stol)
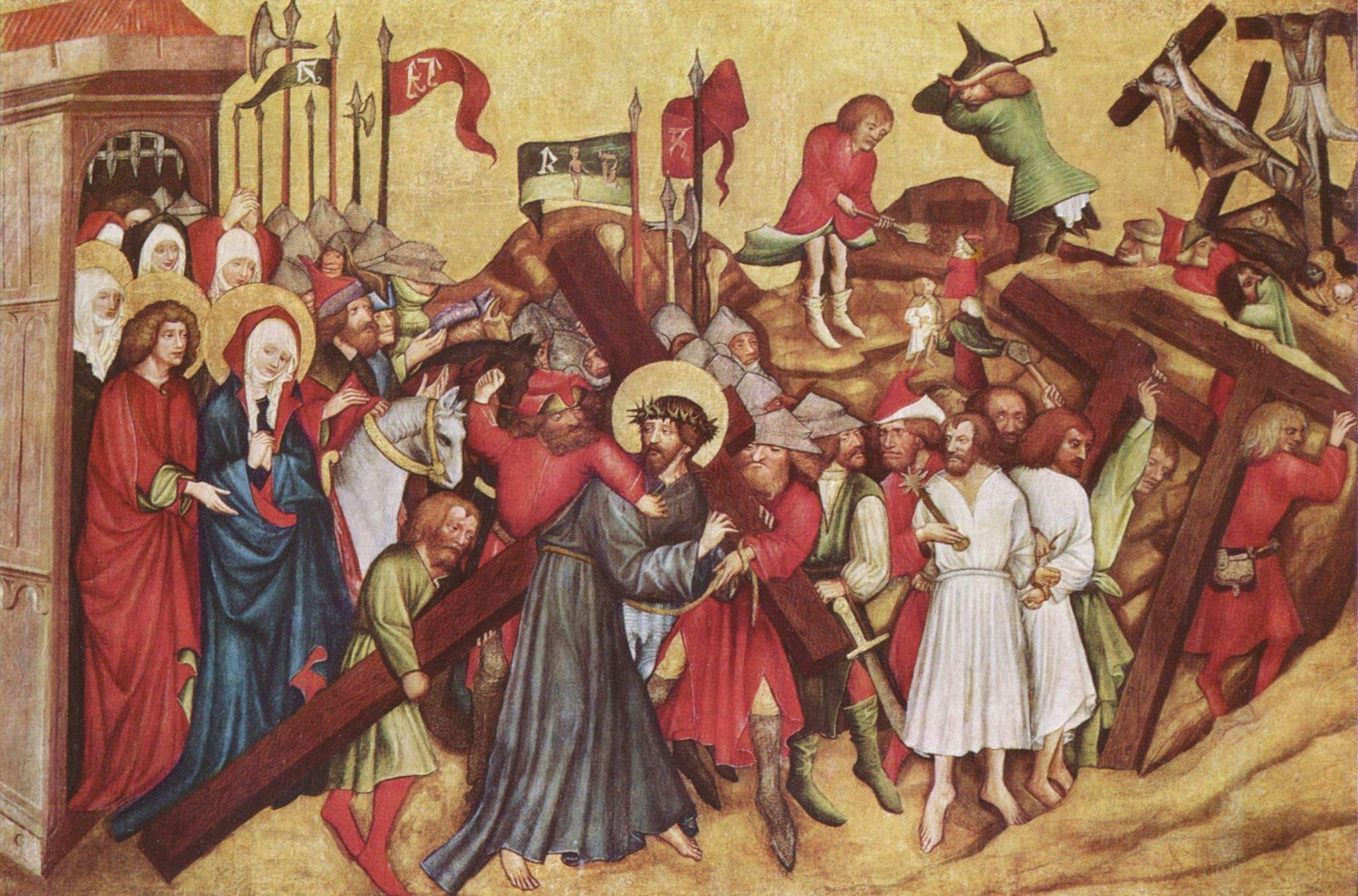
Rajhradský mistr, Křížová cesta (kolem 1420)